# TT197
TT197 (Theban Tomb 197) è la sigla che identifica una delle Tombe dei Nobili ubicate nell'area della cosiddetta Necropoli Tebana, sulla sponda occidentale del Nilo dinanzi alla città di Luxor, in Egitto. Destinata a sepolture di nobili e funzionari connessi alle case regnanti, specie del Nuovo Regno, l'area venne sfruttata, come necropoli, fin dall'Antico Regno e, successivamente, sino al periodo Saitico (con la XXVI dinastia) e Tolemaico.

## Titolare
TT197 era la tomba di:
| Titolare  | Titolo                                                                     | Necropoli  | Dinastia/Periodo             | Note                                                                    |
| --------- | -------------------------------------------------------------------------- | ---------- | ---------------------------- | ----------------------------------------------------------------------- |
| Padineith | Capo degli amministratori della Divina Adoratrice di Amon Ankhnesneferibra | El-Assasif | Periodo Tardo (Psammetico II | all'interno dei grandi piloni in muratura, nei pressi di Deir el-Bahari |

## Biografia
Genitori di Padineith furono Psammethek e Tadedubaste.

## La tomba
TT197 presenta una planimetria complessa: da un cortile si accede, per il tramite di un breve corridoio (1 in planimetria) sulle cui pareti sono riportati i titoli del defunto e inni agli dei, a un'area ovest con un'anticamera con soffitto sorretto da pilastri (I) su cui sono rilevabili resti di testo così come nell'adiacente camera (II) in cui (2) esiste una rappresentazione dell'uccello Benu e della barca di Ra-Horakhti.
Dal cortile, un secondo corridoio, sulle cui pareti (3) il defunto è dinanzi a Osiride e recita un inno a Ra-Horakhti, immette nell'area nord che si apre con una sala con otto pilastri. Sulle pareti: il defunto e portatori di offerte (4) dinanzi ad Anubi e Hathor; poco oltre (5-6) scene mitologiche e portatori di offerte dinanzi al defunto e (7) il defunto, e altre figure non identificabili, dinanzi a Osiride e Iside assisi. Sulla parete opposta (8-9), in cinque scene, il defunto dinanzi a divinità sedute con Harsiesi dinanzi a Osiride e Iside, e il defunto che adora Osiride. SUlla parete di fondo della sala (10) un uomo adora Osiride e la Dea dell'Occidente (Mertseger) e (11) raffigurazione di Osiride e Iside. Un breve corridoio (13), sulle cui pareti sono riportati testi, dà accesso a una cappella laterale con (14-15) brani del Libro di Aker, scene mitologiche (16) con Osiride inginocchiato sulla prua di una barca divina mentre (17) il defunto lo adora. Al centro della parete di fondo (12) un corridoio immette nella camera sepolcrale.

### Annotazioni
1. ↑  La numerazione dei locali e delle pareti segue quella di Porter e Moss 1927, p. 296.
2. ↑  La prima numerazione delle tombe, dalla numero 1 alla 253, risale al 1913 con l'edizione del "Topographical Catalogue of the Private Tombs of Thebes" di Alan Gardiner e Arthur Weigall. Le tombe erano numerate in ordine di scoperta e non geografico; ugualmente in ordine cronologico di scoperta sono le tombe dalla 253 in poi.
3. ↑  I campi della Duat, ovvero l'aldilà egizio, si trovavano, secondo le credenze, proprio sulla riva occidentale del grande fiume.
4. ↑  Nella sua epoca di utilizzo, l'area era nota come "Quella di fronte al suo Signore" (con riferimento alla riva orientale, dove si trovavano le strutture dei Palazzi di residenza dei re e i templi dei principali dei) o, più semplicemente, "Occidente di Tebe".
5. ↑  le Tombe dei Nobili, benché raggruppate in un'unica area, sono di fatto distribuite su più necropoli distinte.
6. ↑  Le note, sovente di inquadramento topografico della tomba, sono tratte dal "Topographical Catalogue" di Gardiner e Weigall, ed. 1913 e fanno perciò riferimento alla situazione dell'epoca.

### Fonti
1. ↑  Gardiner e Weigall 1913.
2. ↑  Donadoni 1999,  p. 115.
3. ↑  Gardiner e Weigall 1913, p. 34.
4. ↑  Porter e Moss 1927,  p. 302.
5. ↑  Gardiner e Weigall 1913, pp. 34-35.
6. ↑  Gardiner e Weigall 1913, p. 35.
7. 1 2  Porter e Moss 1927,  p. 302, confermata in edizione del 1970.